# Estheria cinerea
Estheria cinerea là một loài ruồi trong họ Tachinidae.